# Viddalba
Viddalba (Galluresisch: Viddaecchja) ist eine italienische Gemeinde mit 1595 Einwohnern (Stand 31. Dezember 2023) in der sardischen Metropolitanstadt Sassari.

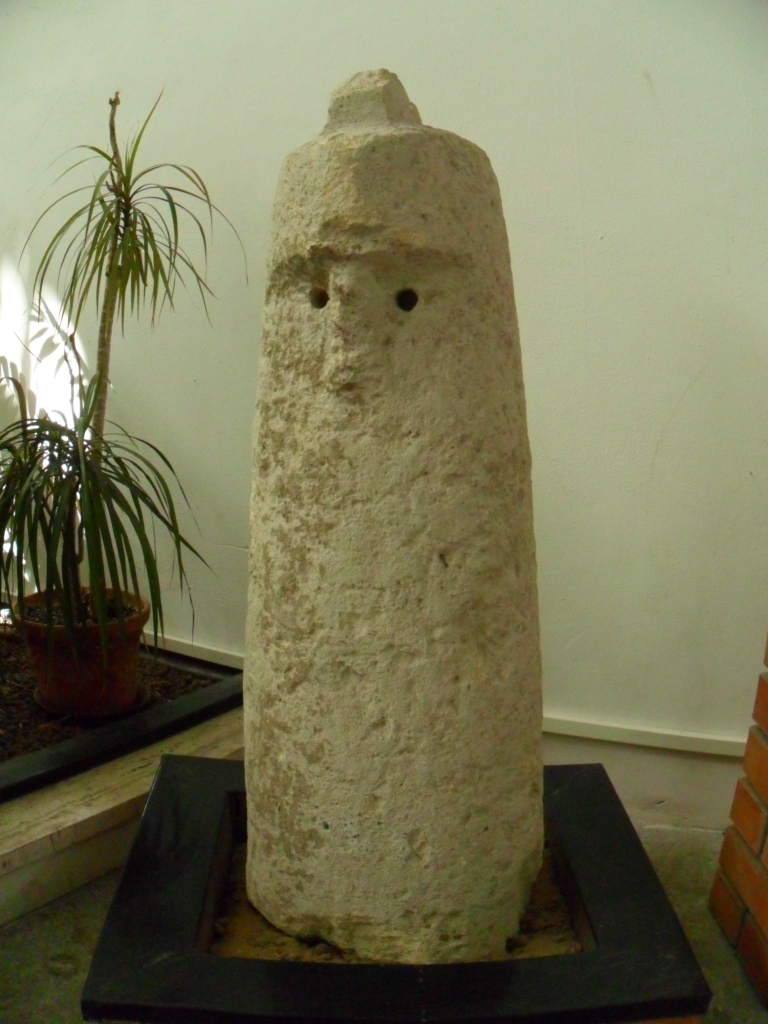
Der Baitylos von Viddalba

## Geographie
Viddalba liegt im Norden Sardiniens im Tal des Flusses Coghinas zwischen der Schwemmebene des Coghinas und den sich anschließenden Höhenzügen.
Die Nachbargemeinden sind Aggius, Badesi, Bortigiadas, Santa Maria Coghinas, Trinità d’Agultu e Vignola und Valledoria.

## Sehenswürdigkeiten
In Viddalba befindet sich ein archäologisches Museum mit Funden aus dem nahen Nuraghengebiet von San Leonardo.